# Памятник Физули (Баку)
Памятник Физули (азерб. Füzulinin heykəli) — памятник выдающемуся поэту XVI века Физули, расположенный в Баку, на площади Физули, перед зданием Азербайджанского академического драматического театра. Открытие памятника состоялось в 1962 году. Скульпторы памятника — народные художники Азербайджана Токай Мамедов и Омар Эльдаров.
Бронзовая скульптура Физули установлена на гранитном пьедестале. Серый гранитный пьедестал украшен горельефами на тему поэмы Физули «Лейли и Меджнун».
За этот памятник скульпторы Токай Мамедов и Омар Эльдаров были награждены серебряными медалями Академии художеств СССР.